# Ramonskij rajon
Il Ramonskij rajon (in russo Рамонский район?) è un rajon dell'Oblast' di Voronež, in Russia; il capoluogo è Ramon'. Istituito nel 1965, ricopre una superficie di 1.286 km².